# حسنا أنا عنكبوت، ماذا في ذلك؟
حسناً أنا عنكبوت، ماذا في ذلك؟ (باليابانية: ？蜘蛛ですが、なにか، بالروماجي: ?Kumo desu ga, Nani ka) سلسلة روايات خفيفة يابانية من كتابة «أوكينا بابا» ورسوم «تسوكاسا كيريو»، تدور حول فتاة تبعث في عالم آخر كوحش عنكبوت ومعاناتها من أجل البقاء، حصلت الروايات على مانغا، بالإضافة إلى مسلسل أنمي تلفزيوني من قبل ستوديو ميلبينسي، عرض بين يناير ويوليو 2021.

## لمحة القصة
في عالم تتكرر فيه المعارك بين الأبطال وملك الشياطين بين فترة وأخرى، أخطأت تعويذة-زمكان هائلة طريقها لتصيب فصل مدرسة ثانوية في اليابان على الأرض أسفرت عن مقتل كل الطلاب فيه، لكنهم قيدوا بما يشبه المعجزة ليتجسدوا جميعاً في ذلك العالم الآخر، حفنة منهم كانوا محظوظين لتجسدهم في عائلات ملكية ونبيلة وبعضهم بين عامة البشر الآخرين، إلا أن فتاة واحدة لم تكن محظوظة، فقد ولدت من جديد كوحش عنكبوت من أضعف الانواع في متاهة مليئة بالوحوش الشريرة، الآن عليها اختبار مشقة شديدة، لكن بتسلحها بالمعرفة الإنسانية وإيجابيتها الساحقة تتمكن من أن تواصل التقدم والبقاء على قيد الحياة وتقاتل مخلوقات أقوى منها بكثير.

## إعلام

### رواية خفيفة
صدرت السلسلة لأول مرة على شكل سلسلة روايات ويب من تأليف «أوكينا بابا» على موقع نشر روايات المستخدمين شوسيتسوكا ني نارو بدءًا من 27 مايو 2015، ثم حصل دار نشر فوجيمي شوبو على حق إصدار السلسلة مطبوعة لتصدر أول مرة بشكل رواية خفيفة في ديسمبر 2015 برسوم من قبل «تسوكاسا كيريو»، أعلنت ين بريس [الإنجليزية] خلال مهرجان ساكورا-كون [الإنجليزية] في أبريل 2017 عن حصولها على رخصة نشر السلسلة باللغة الإنجليزية.

#### قائمة مجلدات الرواية الخفيفة
| م. | الإصدار الياباني | الإصدار الياباني       | الإصدار الإنجليزي | الإصدار الإنجليزي      |
| م. | تاريخ الإصدار    | ردمك                   | تاريخ الإصدار     | ردمك                   |
| -- | ---------------- | ---------------------- | ----------------- | ---------------------- |
| 1  | 10 ديسمبر 2015   | ISBN 978-4-04-070829-4 | 21 نوفمبر 2017    | ISBN 978-0-316-41289-6 |
| 2  | 10 مارس 2016     | ISBN 978-4-04-070849-2 | 27 مارس 2018      | ISBN 978-0-316-44288-6 |
| 3  | 9 يوليو 2016     | ISBN 978-4-04-070942-0 | 31 يوليو 2018     | ISBN 978-0-316-44290-9 |
| 4  | 8 أكتوبر 2016    | ISBN 978-4-04-072062-3 | 27 نوفمبر 2018    | ISBN 978-0-316-44291-6 |
| 5  | 10 فبراير 2017   | ISBN 978-4-04-072186-6 | 19 مارس 2019      | ISBN 978-1-9753-0194-1 |
| 6  | 9 يونيو 2017     | ISBN 978-4-04-072325-9 | 20 أغسطس 2019     | ISBN 978-1-9753-0196-5 |
| 7  | 10 أكتوبر 2017   | ISBN 978-4-04-072482-9 | 3 ديسمبر 2019     | ISBN 978-1-9753-0199-6 |
| 8  | 10 مارس 2018     | ISBN 978-4-04-072483-6 | 31 مارس 2020      | ISBN 978-1-9753-0955-8 |
| 9  | 10 يوليو 2018    | ISBN 978-4-04-072792-9 | 1 سبتمبر 2020     | ISBN 978-1-9753-1035-6 |
| 10 | 10 يناير 2019    | ISBN 978-4-04-072794-3 | 17 نوفمبر 2020    | ISBN 978-1-9753-1037-0 |
| 11 | 10 يوليو 2019    | ISBN 978-4-04-072795-0 | 23 مارس 2021      | ISBN 978-1-9753-1038-7 |
| 12 | 10 يناير 2020    | ISBN 978-4-04-072795-0 | 20 يوليو 2021     | ISBN 978-1-97-532182-6 |
| 13 | 10 يوليو 2020    | ISBN 978-4-04-073699-0 | —                 | —                      |
| 14 | 9 يناير 2021     | ISBN 978-4-04-073926-7 | —                 | —                      |

### مانغا
صدرت مانغا مبنية على رواية الويب من قبل المانغاكا «أساهيرو كاكاشي» على موقع مجلة «يونغ أيس أب» التابع لدار نشر كادوكاوا شوتين في 22 ديسمبر 2015، وتم ترخيص المانغا من ين بريس [الإنجليزية] أيضاً.

#### قائمة المجلدات المانغا
| م. | الإصدار الياباني | الإصدار الياباني       | الإصدار الإنجليزي | الإصدار الإنجليزي      |
| م. | تاريخ الإصدار    | ردمك                   | تاريخ الإصدار     | ردمك                   |
| -- | ---------------- | ---------------------- | ----------------- | ---------------------- |
| 1  | 9 يوليو 2016     | ISBN 978-4-04-104551-0 | 19 ديسمبر 2017    | ISBN 978-0-316-41419-7 |
| 2  | 3 ديسمبر 2016    | ISBN 978-4-04-104885-6 | 10 أبريل 2018     | ISBN 978-0-316-52109-3 |
| 3  | 9 يونيو 2017     | ISBN 978-4-04-105646-2 | 24 يوليو 2018     | ISBN 978-1-9753-5336-0 |
| 4  | 29 ديسمبر 2017   | ISBN 978-4-04-106395-8 | 30 أكتوبر 2018    | ISBN 978-1-9753-0209-2 |
| 5  | 10 يوليو 2018    | ISBN 978-4-04-107058-1 | 19 مارس 2019      | ISBN 978-1-9753-0350-1 |
| 6  | 10 يناير 2019    | ISBN 978-4-04-107061-1 | 6 أغسطس 2019      | ISBN 978-1-9753-5826-6 |
| 7  | 10 يوليو 2019    | ISBN 978-4-04-107059-8 | 24 مارس 2020      | ISBN 978-1-9753-1118-6 |
| 8  | 3 مارس 2020      | ISBN 978-4-04-108936-1 | 18 أغسطس 2020     | ISBN 978-1-9753-1556-6 |
| 9  | 10 أكتوبر 2020   | ISBN 978-4-04-109922-3 | 20 أبريل 2021     | ISBN 978-1-9753-2423-0 |
| 10 | 9 أبريل 2021     | ISBN 978-4-04-109923-0 | —                 | —                      |

### أنمي
تم الإعلان يوم 6 يوليو 2018 عن حصول السلسلة على مشروع أنمي عند إصدار المجلد الخامس من المانغا، وتم تأكيد الإعلان من قبل كشك كادوكاوا خلال مهرجان أنمي إكسبو في اليوم نفسه، كما وأعلن أن الانمي سيكون مسلسل تلفزيوني، تم التخطيط لعرض الأنمي في عام 2020، إلا أن الموعد تم تأجيله حتى يوم 8 يناير 2021 بسبب تأثيرات جائحة كوفيد-19 وإنتهى يوم 3 يوليو 2021 بتأخير في عرض الحلقة الأخيرة لأسبوع بسبب مشاكل تتعلق بالإنتاج.
تم تنفيذ الأنمي التلفزيوني المتكون من 24 حلقة في ستوديو ميلبينسي بإنتاج «جوتارو إشيغامي» وإخراج «شين إتاغاكي»، كتابة النصوص من قبل «أوكينا بابا» و«يويتشيرو موموسي»، و«كي تاناكا» في تصميم الشخصيات وألحان الموسيقى من قبل «شوجي كاتاياما».
أغنية مقدمة الأنمي الأولى بعنوان (إستمر بنسج طريق عنكبوتك) من أداء ريكو أزونا [الإنجليزية]، بينما أغنية النهاية الأولى بعنوان "كافح! على نمط كوموكو-سان" (がんばれ！蜘蛛子さんのテーマ، Ganbare! Kumoko-san no Tēma) من أداء أوي يوكي، أغنية المقدمة الثانية (عنكبوت متفجر الشراهة) من أداء كونومي سوزوكي، وأغنية النهاية الثانية (تسلسل هجوم الوهم) من أداء «يوكي»، تم ترخيص الأنمي للعرض خارج آسيا من قبل كرنشيرول، وفي جنوب وجنوب شرق آسيا، حصلت ميديالينك على رخصه عرضه على قنواتها على موقع يوتيوب وبيليبيلي.

#### قائمة الحلقات
| ر. الإجمالي | العنوان                                     | العنوان الأصلي بالروماجي                                                     | المخرج                           | الكاتب            | تاريخ العرض الأصلي |
| ----------- | ------------------------------------------- | ---------------------------------------------------------------------------- | -------------------------------- | ----------------- | ------------------ |
| 1           | «إعادة التجسيد، في عالم آخر؟»               | ？転生、異世界 ?Tensei, Isekai                                               | شينغو تانابي                     | يويتشيرو موموسي   | 8 يناير 2021       |
| 2           | «منزلي، يحترق؟»                             | ？マイホーム、炎上 (?Mai Hōmu, Enjō)                                         | شين-إتشيرو أويدا                 | يويتشيرو موموسي   | 15 يناير 2021      |
| 3           | «تنين الأرض، ورطة؟»                         | ？地竜（龍）、ヤバい (?Chiryū (Ryū), Yabai)                                  | شينغو تانابي                     | ميتسوتاكا هيروتا  | 22 يناير 2021      |
| 4           | «قرد، واه..؟»                               | ？猿、ホアー (?Saru, Hoā)                                                    | شين-إتشيرو أويدا                 | يويتشيرو موموسي   | 29 يناير 2021      |
| 5           | «سمك السلور، هل هو لذيذ؟»                   | ？なまずって、おいしい (?Namazutte, Oishii)                                  | شينغو تانابي                     | ميتسوتاكا هيروتا  | 5 فبراير 2021      |
| 6           | «البطل وملك الشياطين؟»                      | ？勇者と、魔王 (?Yūsha to, Maō)                                              | شين-إتشيرو أويدا                 | يويتشيرو موموسي   | 12 فبراير 2021     |
| 7           | «أصحاب الأمير، ريعان شبابهم؟»               | ？王子たち、青春する (?Ōji-tachi, Seishun Suru)                              | شينغو تانابي                     | ميتسوتاكا هيروتا  | 19 فبراير 2021     |
| 8           | «أنا، ميتة؟»                                | ？私、死す (?Watashi, Shisu)                                                 | شين-إتشيرو أويدا                 | يويتشيرو موموسي   | 26 فبراير 2021     |
| 9           | «لا يمكنني التحدث، لغة العالم الآخر؟»       | ？アイキャントスピーク、イセカイゴ (?Ai Kyanto Supīku, Isekaigo)             | شينغو تانابي                     | ميتسوتاكا هيروتا  | 5 مارس 2021        |
| 10          | «هذا الرجل، من هو؟»                         | ？このじじい、誰 (?Kono Jijī, Dare)                                          | شين-إتشيرو أويدا                 | ميتسوتاكا هيروتا  | 12 مارس 2021       |
| 11          | «مرة أخرى، معركة حاسمة؟»                    | ？次回、決戦 (?Jikai, Kessen)                                                | شينغو تانابي                     | يويتشيرو موموسي   | 19 مارس 2021       |
| 12          | «معركتي، بدأت الآن؟»                        | ？私の戦いは、これからだ (?Watashi no Tatakai wa, Kore Kara da)              | شين-إتشيرو أويدا                 | يويتشيرو موموسي   | 26 مارس 2021       |
| 13          | «مرحى، إنه الخارج، أنا حر..ة؟»              | ？やったー、外だー 私は自由……だ (? Yattā, Soto dā Watashi wa Jiyū ...... da) | شينغو تانابي                     | يويتشيرو موموسي   | 9 أبريل 2021       |
| 14          | «أنت تتمرد؟، أنا ألوم نفسي»                 | おまえ反逆？ 私、自虐 (Omae Hangyaku? Watashi, Jigyaku)                      | شين-إتشيرو أويدا ميتشيتا شيرايشي | ميتسوتاكا هيروتا  | 16 أبريل 2021      |
| 15          | «هل الأم، هي من أرسلت دمى العناكب المزعجة؟» | ？マザー、からの厄介蜘蛛人形 (?Mazā, Kara no Yakkai Kumo Ningyō)             | شينغو تانابي                     | يويتشيرو موموسي   | 23 أبريل 2021      |
| 16          | «هل أنا، أستبق نفسي؟»                       | ？フライング、ゲット (?Furaingu, Getto)                                      | شين-إتشيرو أويدا                 | ميتسوتاكا هيروتا  | 30 أبريل 2021      |
| 17          | «ما الذي، أقوم بفعله؟»                      | ？私、なにしてる (?Watashi, Nani Shiteru)                                    | شينغو تانابي                     | ياسوهيرو ناكانيشي | 7 مايو 2021        |
| 18          | «يا أصحاب، ألستم بغيضون؟»                   | ？みんな、腹黒くね (?Minna, Haraguroku ne)                                   | ميتشيتا شيرايشي                  | يويتشيرو موموسي   | 14 مايو 2021       |
| 19          | «لأخمن، هل هذا لم شمل الطلاب؟»              | ？ ひらけ、同窓会 (?Hirake, Dōsōkai)                                         | شينغو تانابي                     | ميتسوتاكا هيروتا  | 21 مايو 2021       |
| 20          | «هذا ليس خطأي، حقًا؟»                        | ？私のせいじゃない、よね (?Watashi no Sei ja nai, yo ne)                     | شين-إتشيرو أويدا                 | يويتشيرو موموسي   | 28 مايو 2021       |
| 21          | «هذا ليس دوري، هل هو كذلك؟»                 | ？私、出番ないってか (?Watashi, Deban naitte ka)                             | شينغو تانابي                     | ياسوهيرو ناكانيشي | 4 يونيو 2021       |
| 22          | «إلى الأبد، أنا؟»                           | ？私よ、永遠に (?Watashi yo, Towa ni)                                        | ميتشيتا شيرايشي                  | ميتسوتاكا هيروتا  | 11 يونيو 2021      |
| 23          | «يا صديقي، لماذا أنت؟»                      | ？…… 友よ、なぜおまえは (?...... Tomo yo, Naze Omae wa )                     | شينغو تانابي                     | ميتسوتاكا هيرونا  | 18 يونيو 2021      |
| 24 (أخيرة)  | «حسنًا لازلت عنكبوت، ماذا في ذلك؟»           | ？まだ蜘蛛ですが、なにか (?Mada Kumo Desu ga, Nanika)                        | شين-إتشيرو أويدا شين إتاغاكي     | يويتشيرو موموسي   | 3 يوليو 2021(أ)    |

## ردود الفعل
حتى يوليو 2018 حصلت المانغا والرواية الخفيفة على 1.2 مليون نسخة مطبوعة متداولة، صنفت الرواية في المركز الثالث في ترتيب كونو لايت نوفل غا سوغوي! [الإنجليزية] سنة 2017 عن فئة التانكوبون، وثانية في الترتيب عام 2018.

## هوامش
- أ: تم تأجيل موعد عرض الحلقة 24 والأخيرة من الأنمي لمدة أسبوع بسبب قضايا تتعلق بالإنتاج، لتعرض يوم 3 يوليو.

## طالع أيضًا
- قائمة شخصيات الرواية الخفيفة: حسنا أنا عنكبوت، ماذا في ذلك؟
- غير الكفوء في أكاديمية الملك الشيطان
- أعظم مغتال في العالم يتجسد كنبيل في عالم اخر
- 86 (رواية خفيفة)
- معركة بعد 5 ثواني من اللقاء
- الأنمي في 2020

## روابط خارجية
- الموقع الرسمي لرواية الويب (باليابانية).
- الموقع الرسمي للرواية الخفيفة (باليابانية).
- الموقع الرسمي للمانغا (باليابانية).
- الموقع الرسمي للأنمي (باليابانية).
- حسنا انا عنكبوت، ماذا في ذلك؟ (رواية خفيفة) في شبكة أخبار الأنمي
- حسنا انا عنكبوت، ماذا في ذلك؟ (انمي) في شبكة أخبار الأنمي